# The Broads (band)
The Broads was een Utrechtse geheel vrouwelijke popgroep, bestaande uit Heleen Schuttevaer (zang, toetsen), Judith Fuldauer (zang), Lutgard Mutsaers (basgitaar) en Bep Zwerus (drums). Ze coverden swingklassiekers uit het Tin Pan Alley-tijdperk in een moderne discoversie.

## Geschiedenis
De bandleden hadden voor de vorming van The Broads al geruime tijd carrière gemaakt in het Utrechtse muziekleven. Heleen Schuttevaer was al in 1966 werkzaam als popjournaliste voor het Utrechts Nieuwsblad. Daarna speelde ze in diverse bands. Judith Fuldauer was betrokken bij de Utrechtse punkscene. Lutgard Mutsaers was afgestudeerd musicologe. In 1980 richtten de vier vrouwen The Broads op. In de jaren die volgden traden ze vaak op op feesten, maar ook op festivals; in 1981 werden ze geprogrammeerd op het North Sea Jazz Festival.
In 1983 begon de groep opnamen uit te brengen. De singles werden geproduceerd door Ben Liebrand. De Broads-versies van Sing sing sing en I got rhythm haalden de hitparade, niet alleen in Nederland maar ook daarbuiten. In 1984 verzorgde de groep de muzikale begeleiding van Seth Gaaikema's album Seth '84. Datzelfde jaar ging de groep uit elkaar.

## Discografie

### Singles
| Single met eventuele hitnotering(en) in de Nederlandse Top 40 | Datum van verschijnen | Datum van binnenkomst | Hoogste positie | Aantal weken | Opmerkingen  |
| ------------------------------------------------------------- | --------------------- | --------------------- | --------------- | ------------ | ------------ |
| Sing sing sing                                                | 1983                  | 01-10-1983            | 10              | 7            |              |
| I got rhythm                                                  | 1983                  | 07-01-1984            | 22              | 5            | met Big Band |